# 若狭 (所沢市)
若狭（わかさ）は、埼玉県所沢市の町名。現行行政地名は若狭一丁目から若狭四丁目。郵便番号は359-1151。

## 地理
所沢市内の西部、三ヶ島地区に所属する。
西武池袋線･狭山ヶ丘駅の南側に位置し、
周辺の東狭山ヶ丘、小手指町、北野新町、三ヶ島、西狭山ヶ丘、狭山ヶ丘と隣接する。
町境南西側には国道463号所沢入間バイパスが、また北西側に埼玉県道223号狭山ヶ丘停車場線が通り、北東側は西武池袋線の線路に接している。
町域内は北から時計回りに一丁目から四丁目まで設置され、住宅街に公園が点在し市民の森などの保全緑地も多い。

### 地価
住宅地の地価は、2015年（平成27年）1月1日の公示地価によれば、若狭3丁目2529番18の地点で12万6000円/m2となっている。

## 歴史
かつては三ヶ島村の村域であった。
- 1977年（昭和52年）8月1日 - 町名整備により、大字三ヶ島、大字糀谷、大字北野の各一部から若狭一〜四丁目が成立する[6][7]
- 1996年（平成8年） - 国道463号（飯能所沢バイパス）の未開通だった部分（当地を含む）が完成し、全線開通する[8]。

### 地名の由来
若い狭山ヶ丘の意味で「若狭」と名付けられた。

## 世帯数と人口
2017年（平成29年）9月30日現在の世帯数と人口は以下の通りである。
| 丁目       | 世帯数    | 人口    |
| ---------- | --------- | ------- |
| 若狭一丁目 | 891世帯   | 2,138人 |
| 若狭二丁目 | 341世帯   | 756人   |
| 若狭三丁目 | 824世帯   | 1,831人 |
| 若狭四丁目 | 1,169世帯 | 2,456人 |
| 計         | 3,225世帯 | 7,181人 |

## 小・中学校の学区
市立小・中学校に通う場合の学区（校区）は以下の通り
| 町丁 | 番・番地    | 小学校                         | 中学校                               |
| ---- | ----------- | ------------------------------ | ------------------------------------ |
| 若狭 | 広域        | 所沢市立若狭小学校             | 所沢市立狭山ヶ丘中学校（東狭山ヶ丘） |
| 若狭 | 2丁目の一部 | 所沢市立北中小学校 ※区域外許可 | 所沢市立狭山ヶ丘中学校（東狭山ヶ丘） |

## 交通

### 鉄道
西武池袋線 が北辺を走るが、町域内に駅は設置されていない。同線狭山ヶ丘駅が利用できる。

### バス
- 町内のバス停は、「甲地蔵」・「所沢グリーンヒル」・「国立病院前」。

西武バス「小手03」「小手09-1」「小手10」系統（小手指駅南口行き/狭山ケ丘駅/宮寺西･箱根ケ崎駅行き）

### 道路
- 国道463号(所沢入間バイパス)
- 埼玉県道223号狭山ヶ丘停車場線

交差点
- 「能安寺前」
- 「西埼玉中央病院」
- 「若狭三丁目」
- 「若狭四丁目」

## 公園・緑地
- 若狭東公園[11]
- 若狭の森公園[12]
- 若狭いこいの森公園[13]
- 若狭地蔵 市民の森[14]
- 若狭山の神 市民の森[14]

## 施設
教育
- 所沢市立若狭小学校
- 国立病院機構西埼玉中央病院附属看護学校
- すみれ児童館[15]
- 第二なかよし保育園[16][17]
- さやまが丘保育園

公共
- 狭山ヶ丘コミュニティセンター[18]
  - 所沢市立図書館狭山ヶ丘分館
- 若狭集会所
- さやまがおか荘(老人福祉センター)[19]

寺社
- 能安寺

医療
- 国立病院機構西埼玉中央病院
- よしかわクリニック

商業
- 所沢西郵便局
- 所沢若狭郵便局
- 西武信用金庫狭山ヶ丘支店